# Протон
Прото́н (від грец. πρώτον — перший) — стабільна позитивно заряджена елементарна частинка атомного ядра будь-якого хімічного елемента. Баріон, який складається з двох верхніх та одного нижнього кварка та має заряд +е.

## Загальний опис
Раніше вважали, що протони, як і електрони — елементарні частинки, не мають внутрішньої структури. Однак сучасні дослідження показують, що протон є дуже складною системою, а його складові частинки, кварки, мають унікальні характеристики.
Протон — ферміон зі спіном 1/2. Його ізотопічний спін теж дорівнює 1/2, оскільки протон складає ізотопічний дублет із нейтроном. Маса протона становить 1,00727663 а. о. м. або 938,2723 МеВ. Крім електричного заряду протон має також магнітний момент, що дорівнює 2,792847351(28) ядерного магнетона.
Маса протона — атомна фундаментальна фізична стала, mp = 1,672623·10–27 кг.
Античастинкою для протона є антипротон, характеристики якого схожі на протон, за винятком від'ємного заряду.
Протони беруть участь у всіх типах взаємодії: сильній, електромагнітній, слабкій та гравітаційній.
Оскільки ядро водню, що є найрозповсюдженішим елементом (близько 77 % маси звичайної матерії Всесвіту) є протоном, а ядро гелію, другого за поширенням (20 %), наполовину складається з протонів, можна сказати, що протони складають майже 85 % баріонної матерії Всесвіту.

## Історія

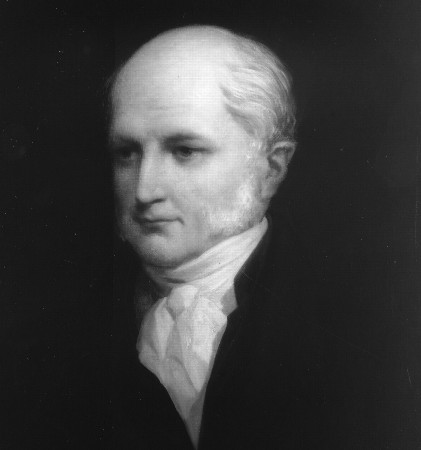
Портрет Вільяма Праута

Уперше ідею про те, що атоми не є елементарними частинками матерії, а натомість складаються з дрібніших частинок, висловив англійський лікар і хімік Вільям Праут у серії статей, опублікованих у 1815 році. Він звернув увагу на те, що співвідношення атомних мас багатьох елементів до атомної маси водню були майже цілими, і висловив припущення, що атоми всіх елементів складаються з атомів водню, а маси елементів, що не кратні масі водню, просто були виміряні неправильно. Точність вимірів у той час справді була невисокою, тому ця теорія деякий час була популярною, утім, дуже скоро зростаюча точність експериментів дала змогу продемонструвати її помилковість — наприклад, атомна маса хлору 35,5 ніяк не могла бути пояснена помилками експериментів. До 1860-х років було встановлено, що атомні маси майже всіх елементів не кратні масі водню. Проте після відкриття в кінці XIX століття ізотопів — атомів одного і того ж елементу, що мають різну атомну вагу, гіпотеза Праута знов привернула увагу.

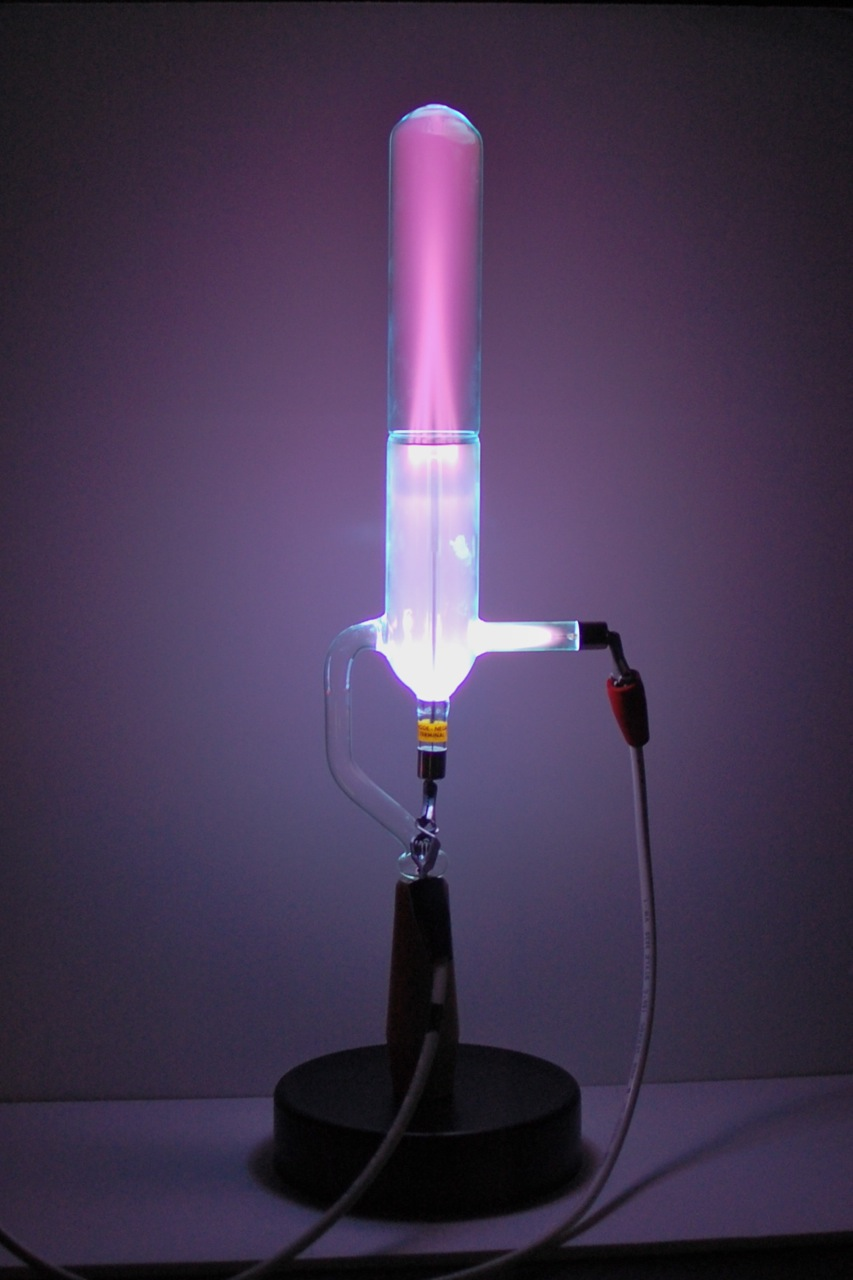
Анодні промені

1886 року Ойген Гольдштейн під час експериментів із трубкою Крукса спостерігав анодні промені, що є потоками позитивно заряджених іонів. У 1897 році Джозеф Томпсон відкрив електрон і виміряв його співвідношення заряду до маси, спостерігаючи за його відхиленням у магнітному полі, проте для анодних променів цей метод не давав єдиних значень, і було зрозуміло, що вони складаються з частинок різних сортів. 1898 року Вільгельм Він встановив, що найбільше відношення заряду до маси мають іони водню — протони, а у 1907 році Томпсон виміряв це відношення з високою точністю.
1909 року був проведений експеримент Гейгера — Марсдена, за результатами якого Ернест Резерфорд побудував планетарну модель атома, згідно з якою атом складається з позитивно зарядженого ядра, навколо якого обертаються негативно заряджені електрони. Ця модель визначила подальший розвиток уявлень про внутрішні складові атому — зокрема, протони.

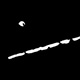
Трек протона в камері Вільсона

1919 року Резерфорд, опромінюючи альфа-частинками газ азот, виявив у ньому певну кількість атомів водню. Це була перша штучно викликана ядерна реакція. Зважаючи на те, що водень має атомну масу 1, Резерфорд дійшов висновку, що його ядро є елементарною частинкою, яка входить до складу інших частинок.
Невідомо достеменно, коли і ким був придуманий і асоційований з іонами водню термін «протон», але у 1920 році Резерфорд використав його у записці.
Антипротон був відкритий у лабораторії університету Берклі в 1955 році. За його відкриття Еміліо Сегре й Оуен Чемберлен отримали Нобелівську премію з фізики 1959 року.
У 1960-х роках під час експериментів на прискорювачах було встановлено, що енергія всередині протона не розподілена рівномірно, а сконцентрована в кількох компактних об'єктах, які Річард Фейнман запропонував називати партонами. У 1964 році Гелл-Манн і Цвейг розробили теорію кварків, що пояснювала як розподіл партонів усередині протона, так і розмаїття баріонів.
У 2018 році вчені з Лабораторії імені Джефферсона у Вірджинії, використовуючи прискорювач електронів CEBAF (Continuous Electron Beam Accelerator Facility) і складну математичну обробку даних, справили обчислення значення тиску всередині протона. Отримані ними результати виявилися приголомшливими: тиск усередині протона перевершує тиск всередині нейтронних зір, які, як відомо, є одними з найщільніших об'єктів у Всесвіті. Джерелами такого високого тиску є кварки — елементарні частинки, з яких і складається протон. Величина цього тиску становить 1035 паскалів, що в 1030 разів перевищує нормальний атмосферний тиск на рівні моря.

## Будова

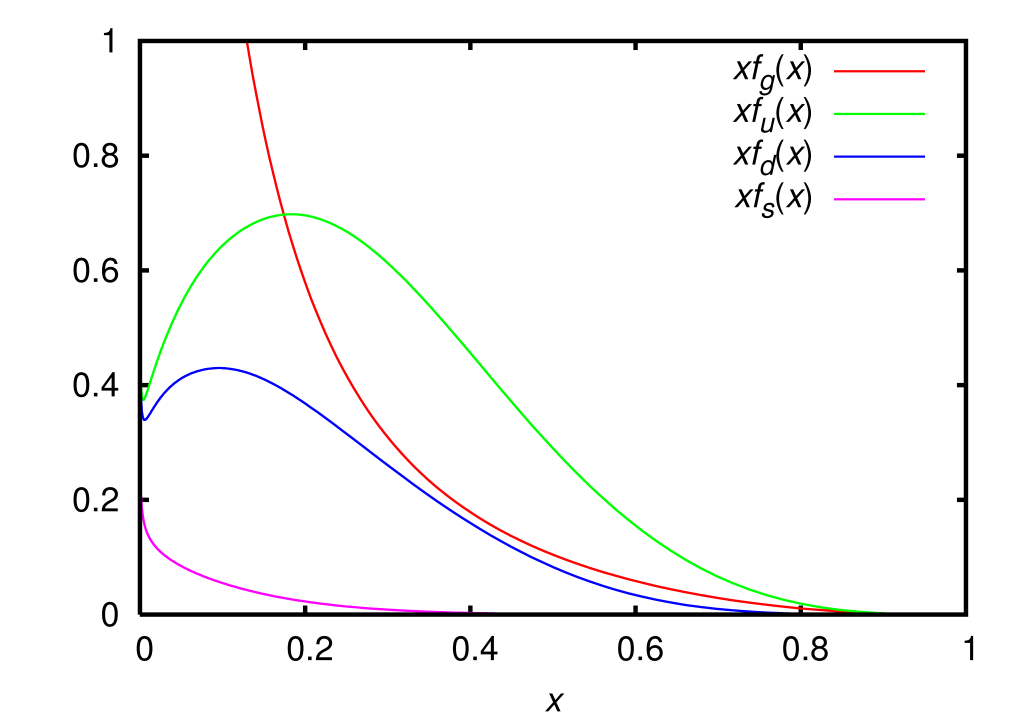
Розподіл кількості партонів різних типів (глюони, u-, d-, s-кварки), залежно від енергії протона

Як і інші баріони, протон складається з кварків, проте вказати його точний склад вельми проблематично. Річ у тім, що будова протона залежить від системи відліку — часто описуваний кварковий склад протона (два верхніх і один нижній кварк — ці три кварки називають валентними), стосується лише випадку нерухомого протона. Якщо розглядається ультрарелятивістський протон, ситуація ускладнюється: дедалі більша частина енергії протона припадає на глюони (до половини всієї енергії частинки для високоенергетичних протонів), а також «морські» кварки.
Механізм цього явища такий: що більшу енергію несе кварк, то більш високоенергетичні віртуальні глюони він випромінює і тим довшою є тривалість їхнього життя (як результат релятивістського уповільнення часу). Досить високоенергетичні глюони можуть, своєю чергою, розпастися на пару кварк-антикварк (саме такі кварки й називають морськими), які випромінюють нові глюони тощо. Кількість кварків-антикварків і глюонів при цьому весь час змінюється і фактично залежить лише від точності вимірювання (що менша енергія, то більше частинок такої енергії). При цьому зберігається первісна пропорція між кварками — кількість d-кварків на один більша за кількість d-антикварків, а кількість u-кварків на два більша за кількість u-антикварків.
Оскільки дослідження внутрішньої структури протона проводяться на високих енергіях, аналіз отриманих даних може бути нетривіальним. Наприклад, питання про те, як спін протона складається зі спінів його складових, досі не вирішено остаточно.

## Розпад

Гіпотетичний шлях розпаду протона на піон і позитрон через проміжний X-бозон

Довгий час протон вважали абсолютно стабільною частинкою, що пов'язувалося з емпіричним законом збереження баріонного числа: протон є найлегшим із баріонів, тому не може розпастися. Проте немає фізичних законів, які вимагали б збереження цього показника, а в теорії великого об'єднання це правило не виконується явним чином, а отже, протон може розпадатися — імовірно, на позитрон і нейтральний піон.
Іншим фактом, що підтверджує таку можливість, є баріонна асиметрія Всесвіту: баріони переважають числом антибаріони, хоча в момент Великого вибуху вони мали утворитися в однакових кількостях. Для експериментального визначення часу життя протона використовують такі установки, як Супер-Каміоканде, або інші, що мають схожий принцип роботи — великий бак, захищений від зовнішнього впливу, заповнений водою. Стінки бака вкрито надчутливими детекторами, які мають зафіксувати черенковське випромінювання від частинок, що утворяться внаслідок розпаду протона. Розпад протона ще не спостерігався жодного разу, що вказує на тривалість його життя принаймні в 1034 років.

## Взаємодія з речовиною
Протони часто використовують для вивчення властивостей ядер атомів, ініціювання ядерних реакцій, досліджень у фізиці елементарних частинок. Для проведення експериментів протонам надають велику енергію в прискорювачах заряджених частинок. Наприклад, на Теватроні протонам можна було надати енергію зіткнення до 1 тераелектронвольта.
Потрапляючи в речовину, енергетичні протони, як заряджені частинки, втрачають енергію — переважно на іонізацію речовини. Швидкість втрати енергії можна розрахувати за формулою Бете — Блоха. Іонізаційні втрати більші за менших енергій, тому протони втрачають енергію і створюють найбільшу кількість радіаційних дефектів наприкінці свого пробігу в речовині. Великі втрати зумовлюють незначну довжину пробігу. Зупинившись у речовині, протон перетворюється на звичайний атом водню.

## Значення

### Протони у складі атомних ядер

Причини стабільності симетричних ядер

Разом із нейтронами протони складають ядра атомів, а отже, й основну масу звичайної матерії. Кількість протонів у ядрі атома визначає його атомний номер Z. Протони й нейтрони у складі атомних ядер називають нуклонами.
Надзвичайно важливою для існування Всесвіту у звичному нам вигляді є стабільність деяких комбінацій протонів і нейтронів, попри те що вільний нейтрон розпадається приблизно за 600 секунд. Протон, хоч і практично стабільний сам по собі, не здатен поєднуватися з іншими протонами: діпротон (або гелій-2) є вкрай нестабільним і розпадається приблизно за 10−21 секунди. Це відбувається завдяки сильній взаємодії, яка знижує загальну енергію багатонуклонних систем і робить їх розпад (та розпад нейтронів, що входять до їх складу) енергетично невигідним.
У випадку легких елементів (до кальцію включно) найстабільнішими є ядра, у яких кількість протонів і нейтронів є рівною — це зумовлено принципом заборони Паулі, через який кожна наступна пара нуклонів одного виду має займати все вищі й вищі енергетичні рівні. Для великих ядер починає відігравати роль кулонівське відштовхування, що підвищує загальний енергетичний рівень ядра. Електростатичні сили залежать лише від кількості протонів, тому у великих стабільних ядрах нейтронів більше ніж протонів — наприклад, у ядрі урану нейтронів у півтора раза більше, ніж протонів.

### Зоряний нуклеосинтез
Термоядерна реакція поєднання протонів є базовим джерелом енергії у зорях, які перебувають на головній послідовності. Перша реакція циклу — злиття двох протонів з утворенням ядра дейтерію, позитрона і нейтрино, а друга — злиття дейтерію зі ще одним протоном з утворенням ядра гелію-3. Подальший нуклеосинтез може йти різними шляхами залежно від маси зорі. Практично всі елементи Всесвіту, важчі літію, утворилися в реакціях зоряного нуклеосинтезу.

### Прискорювачі
Оскільки протони є стабільними й доступними, вони активно використовуються у дослідженнях на прискорювачах. Перші прискорювачі протонів було побудовано ще 1932 року. Зараз найвисокоенергетичніші дослідження проводяться на Великому адронному колайдері, на якому протони розганяють до сумарної енергії зіткнення 13 ТеВ.

#### Протонна терапія
Оскільки протони в речовині найефективніше гальмуються, а отже й виділяють найбільше енергії, на кількох останніх міліметрах пробігу, низькоенергетичні прискорювачі протонів використовують для опромінення ракових тканин усередині тіла. Правильно підібравши енергію протонів, можна досягти того, що майже вся енергія виділятиметься в пухлині, знищуючи її й не пошкоджуючи навколишні тканини.

## Вживання терміна протон у хімії
У хімії протонами називають позитивні іони водню H+. Проте в розчинах іон водню ніколи не буває повністю вільний від взаємодії з електронами, тому протон у хімічному сенсі відрізняється від протонів, які входять до складу ядра атома.

## Аномалія радіуса протона
Однією з проблем сучасної фізики є розбіжності у вимірах зарядового радіуса протона. Результати, отримані шляхом вимірювання за допомогою мюонних атомів, виходять на 4 % меншими, ніж на звичайних (0,84 фемтометра проти 0,88). На цей момент адекватного пояснення цього результату немає.